# 조반니 소란초

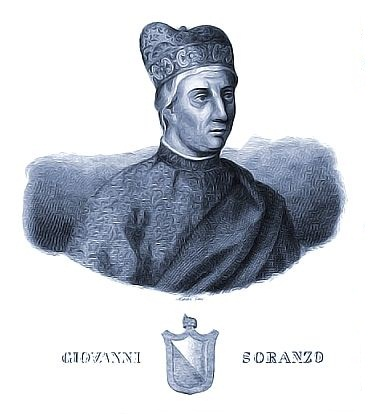

조반니 소란초(Giovanni Soranzo, 1240년 - 1328년 12월 31일)는 제51대 베네치아 공화국의 도제로 있었던 베네치아의 정치인이다. 그는 312년 7월 13일 도제 자리에 부임하여 사망할때까지 있었다. 소란초는 귀족 가문 출신이며; 프란체시나(Franchesina)와 혼인했다. 1310년 그의 사위 니콜로 퀘리니(Niccolo' Querini)가 바야몬테 티에폴로의 쿠데타 음모에 참가했다가 베네치아에서 추방당하기도 했다.